# Tătărăi, Prahova
Tătărăi este un sat în comuna Poienarii Burchii din județul Prahova, Muntenia, România. Este mărginită la nord de râul Ialomița.
Așezarea este atestată documentar în anul 1536.
Cuprinde o pădure, fiind împrejmuită de câteva bălți. Pe teritoriul acestui sat se găsește un sanatoriu specializat în îngrijirea bolnavilor cu probleme psihice și diferite incapacități. Acesta este situat pe teritoriul fostului boier Tătaru, de la numele acestuia tragându-se și denumirea satului.
La sfârșitul secolului al XIX-lea, Tătărăi era reședința unei comune formată din el, satul Ologeni și Poenari, aflate în plasa Ialomița din județul Dâmbovița. Comuna avea în total 1029 de locuitori; o școală, 2 biserici ortodoxe, o moară de apă și o pivă. În perioada interbelică, comuna Tătărăi s-a regăsit în plasa Bilciurești a județului Dâmbovița, iar în 1950, când județele s-au desființat, ea a fost arondată raionului Răcari din regiunea București. În 1968, județele au fost reînființate, iar comuna Tărărăi a fost desființată, fiind inclusă în comuna Poenarii Burchii, din județul Prahova.